# Alboin
Alboin (zm. 28 czerwca 572) – król Longobardów, zdobywca Włoch, panował w latach 565–572. W 569 zdobył Mediolan.

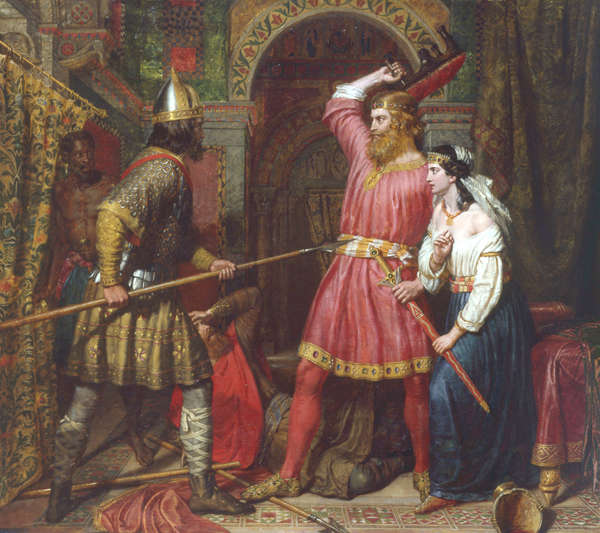
Obraz Charlesa Landseer (1859) przedstawiający scenę zabicia Alboina przez swojego giermka.

## Życiorys
W 565 roku, po śmierci ojca Audoina przejął władzę na Longobardami, którzy zamieszkiwali w tym czasie ziemie nad rzeką Drawą w dzisiejszej wschodniej Austrii i zachodnich Węgrzech. Na wschód od terytorium Longobardów mieli siedziby ich odwieczni wrogowie Gepidzi, z którymi z kolei sąsiadowali dalej na wschodzie Awarowie. Wkrótce po objęciu władzy Alboin zawarł sojusz z Awarami i wraz z nimi wystąpił zbrojnie przeciw Gepidom. W krwawej bitwie siły longobardzko-awarskie rozgromiły armię Gepidów, a Alboin własnoręcznie zabił ich wodza Kunimunda. Wśród łupów, jakie wpadły w ręce Alboina znalazła się Rozamunda, córka Kunimunda, którą Alboin postanowił poślubić. Decyzja ta wiele lat później miała tragiczne dla króla następstwa.
Sojusz z Awarami okazał się nietrwały. Awarowie wkrótce zwrócili się przeciw Longobardom. Alboin podjął decyzję o opuszczeniu zajmowanych ziem i wyruszeniu na południe. Dołączyła do niego część Sasów i niedobitki Gepidów. W 568 roku Longobardowie przekroczyli Alpy i wtargnęli do znajdującej się we władaniu cesarzy bizantyjskich Italii. Siły bizantyjskie nie były przygotowane do odparcia najazdu, toteż niemal całe północne i środkowe Włochy, oprócz niewielkich rejonów wokół Rzymu i Rawenny zostały podbite przez Longobardów. W 572 roku Alboin wybrał Pawię na stolicę swojego nowego państwa. Zawarł też sojusz z królem frankijskim Chlotarem I i poślubił jego córkę Clodsindę.
Longobardowie byli pierwszymi germańskimi najeźdźcami, którzy nie traktowali Rzymian jako potencjalnych sojuszników, ale jako poddanych. Alboin nie cieszył się jednak długo władzą, gdyż wkrótce po przeniesieniu stolicy do Pawii zginął zamordowany przez swego giermka Helmichisa, który działał na zlecenie jego żony Rozamundy. Zapłacił życiem za zmuszanie jej do picia, zgodnie z longobardzkim zwyczajem, z czaszki jej ojca, którego osobiście zabił.